# Arabesk (stripalbum)
Arabesk is het 48ste album uit de Belgische stripreeks De Blauwbloezen. De scenarist is Raoul Cauvin, de tekeningen komen van Lambil en de inkleuring is gebeurd door Leonardo. Deze strip werd voor het eerst uitgegeven in 2005 door uitgeverij Dupuis.
Dit album staat helemaal in het teken van het Paard van korporaal Blutch, genaamd Arabesk. Het bestaat uit zes korte verhalen.

## Verhaallijn
Deze strip is eigenlijk een verzameling van zes afzonderlijke delen die allemaal over Arabesk gaan.
Een verstandige keuzeDit deel gaat over hoe Arabesk en Blutch bijeen zijn gekomen en waarom dit een verstandige keuze was (de vergelijking wordt gemaakt met de paarden die sergeant Chesterfield gehad heeft).
Wie een put graaft voor een ander...Chesterfield wil per se het Arabesk afleren om te vallen bij een schot van de vijand. Hij denkt een middel te hebben gevonden, maar als Blutch ontdekt wat iemand met Arabesk gedaan heeft is deze zeer boos.
HoefbevangenheidArabesk is ziek en iemand die veel van paarden kent (Murphy genaamd) zegt dat het Hoefbevangenheid is. Deze ziekte komt door troep te eten. Blutch gaat op onderzoek en vindt de dader die Arabesk troep heeft gegeven.
De grote schooleen instructeur van de rijschool komt langs en vertoont kunstjes. Chesterfield vraagt aan die instructeur om Arabesk te leren om niet te vallen bij het eerste schot van de vijand. Deze instructeur is daar niet blij mee.
Stomdronkende knecht van Generaal Grant moet flessen wijn leegkappen. Dit doet hij in een bron. Nadat Arabesk water (en dus ook wijn) uit deze bron heeft gedronken is het paard dronken. Arabesk heeft wel geleerd om geen alcohol meer te drinken.
De jeugd van Arabeskin het laatste en langste deel komt de vroegere eigenaar van Arabesk in het kamp kijken. Hij vertelt aan Blutch en Chesterfield hoe Arabesk is geboren en wat er met de ouders van Arabesk is gebeurd en de andere paarden die hij had. De volgende dag is er een grote veldslag, maar de vroegere eigenaar van Arabesk keert tevreden terug naar huis na een bezoek aan het slagveld.

## Personages in het album
- Blutch
- Cornelius Chesterfield
- Tom Casey, oude eigenaar van het paard Arabesk